# ماركوس غولدن
ماركوس غولدن (بالإنجليزية: Markus Golden)‏ هو لاعب كرة قدم أمريكية أمريكي، ولد في 13 مارس 1991 في سانت لويس في الولايات المتحدة.

## وصلات خارجية
- ماركوس غولدن على موقع مرجع كرة القدم المحترفة.كوم (الإنجليزية)